# NGC 5605
NGC 5605 (другие обозначения — MCG -2-37-3, IRAS14223-1256, PGC 51492) — спиральная галактика с перемычкой (SBc) в созвездии Весы.
Этот объект входит в число перечисленных в оригинальной редакции «Нового общего каталога».